# Robert Zelčić
Robert Zelčić (ur. 21 września 1965 w Zagrzebiu) – chorwacki szachista i trener szachowy (FIDE Trainer od 2005), arcymistrz od 1997 roku.

## Kariera szachowa
Od połowy lat 90. należy do ścisłej czołówki chorwackich szachistów. W latach 1996, 1998 i 2003 zdobył tytuły indywidualnego mistrza kraju. Wielokrotnie reprezentował Chorwację w turniejach drużynowych, m.in.:
- pięciokrotnie na olimpiadach szachowych (w latach 1998, 2002, 2004, 2006, 2008); medalista: indywidualnie – (2006 – na IV szachownicy)[2],
- sześciokrotnie na drużynowych mistrzostwach Europy (w latach 1997, 1999, 2001, 2003, 2005, 2007)[3],
- pięciokrotnie na turniejach o Puchar Mitropa (Mitropa Cup) (w latach 1995, 1997, 1998, 1999, 2003); pięciokrotny medalista: wspólnie z drużyną – złoty (1998), srebrny (1997) i brązowy (1999) oraz indywidualnie – dwukrotnie złoty (1998 – na II szachownicy, 1999 – na III szachownicy)[4].

W 1996 r. w Budapeszcie zdobył tytuł klubowego drużynowego wicemistrza Europy (w barwach klubu ŠK "Borovo-Vukovar'91"). W 1999 r. wziął udział w pucharowym turnieju o mistrzostwo świata, w I rundzie przegrywając (po dogrywce) z Aleksiejem Driejewem. W 2006 r. zdobył w Cannes tytuł mistrza Europy w szachach błyskawicznych.
Odniósł szereg samodzielnych bądź dzielonych zwycięstw w turniejach międzynarodowych, m.in.:
- 1994 – Bolzano, Đakovo (wspólnie z Krunoslavem Hulakiem),
- 1995 – Bolzano,
- 1996 – Bizovac,
- 1997 – Bratto,
- 1998 – Bratto, Saint-Vincent, Solin, Drezno (turniej strefowy, wspólnie z Ivanem Sokolovem),
- 1999 – Bizovac, Lublana (wspólnie z Jewgienijem Swiesznikowem, Bojanem Kurajicą, Zdenko Kożulem i Arturem Koganem),
- 2000 – Nicea (wspólnie z Aleksandrem Delczewem i Murtasem Każgalejewem), Bled (wspólnie ze Zdenko Kożulem, Olegiem Romaniszynem, Dusko Pavasoviciem, Franzem Hölzlem(inne języki) i Nenadem Fercecem(inne języki)),
- 2001 – Bizovac, Solin/Split, Oberwart (wspólnie z Weresławem Eingornem, Michaiłem Ułybinem, Mladenem Palacem, Ognjenem Cvitanem i Władimirem Dobrowem),
- 2002 – Werona, Metz (wspólnie z Michaiłem Gurewiczem), Lublana,
- 2003 – Cutro (wspólnie z Olegiem Korniejewem),
- 2004 – Bošnjaci (wspólnie z m.in. Hrvoje Steviciem, Milanem Draśko i Nenadem Fercecem), Lublana (wspólnie z Mladenem Palacem, Ivanem Ivaniseviciem, Bojanem Kurajicą, Janezem Barle(inne języki) i Zdenko Kożulem), Pula (wspólnie z m.in. Ognjenem Cvitanem, Ognjenem Jovaniciem, Blazimirem Kovaceviciem(inne języki), Michele Godeną i Bojanem Kujajicą),
- 2006 – Omiš (wspólnie z Ivanem Zają(inne języki)), Cannes (wspólnie z Fabienem Libiszewskim, Micheilem Kekelidze i Mladenem Palacem),
- 2007 – Pula, Cannes (wspólnie z Ovidiu Foișorem, Marinem Bosiociciem i Nebojsą Nikceviciem),
- 2008 – Bizovac (wspólnie z Dusanem Popoviciem(inne języki) i Zoranem Jovanoviciem(inne języki)).

Najwyższy ranking w dotychczasowej karierze osiągnął 1 lipca 2008 r., z wynikiem 2593 punktów zajmował wówczas 1. miejsce wśród chorwackich szachistów.